# 日産・レッドステージ

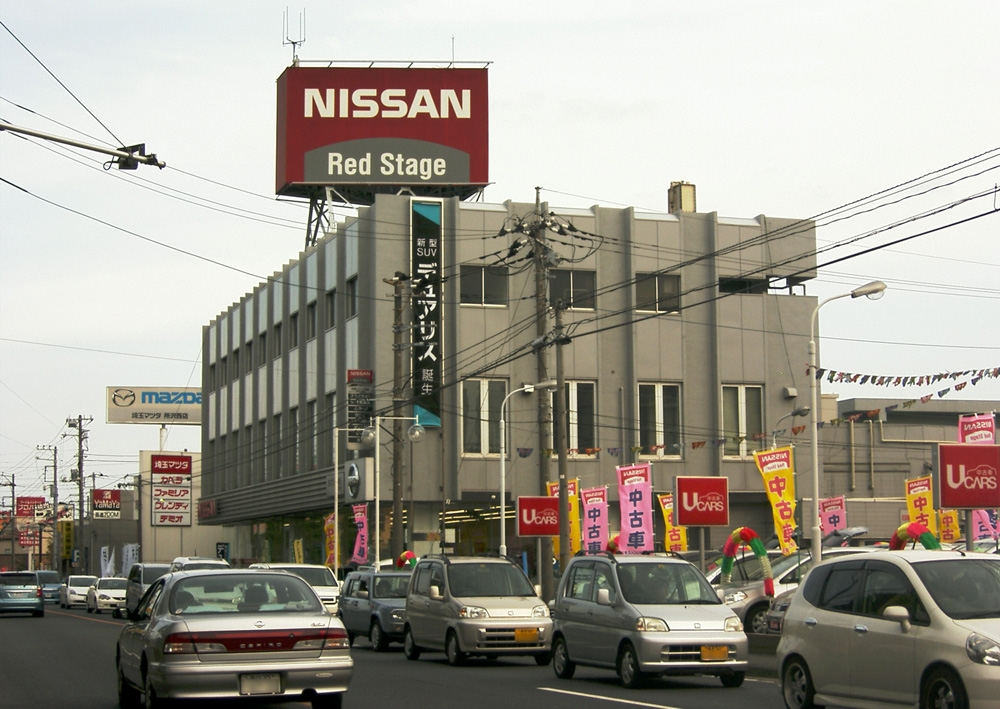
日産・レッドステージ

日産・レッドステージ（にっさん・れっどすてーじ、Nissan Red Stage）は、過去に存在した日産自動車の国内販売会社網の区分の一つ。

## 概要
1999年4月から始まった日産販売店網の再編により、それまでの「日産・プリンス店」（スカイライン販売会社）、「日産・サティオ店」（サニー販売会社）、「日産・チェリー店」（パルサー販売会社）の販売ラインナップを統一させたことにより誕生した。
ロゴマークの色は赤で、昇る太陽をイメージしたデザインとなっている。販売ラインナップの統一により販売会社の再編が進み、レッドステージ同士やブルーステージとの合併が顕著。2007年以降、レッド/ブルーの色分けを廃止した。

## 過去の取扱車種
太字の車種は2025年現在も日産全店で販売されている。
- シーマ
- フーガ
- フェアレディZ
- エルグランド
- スカイライン
- セレナ
- ティーダラティオ
- ウイングロード
- ノート
- マーチ
- キューブキュービック
- キューブ
- モコ
- サファリ
- ムラーノ
- エキスパート
- ADバン（現・AD）
- キャラバン
- バネット（バン/トラック）
- クリッパーバン
- クリッパートラック
- アトラス
- シルビア
- ティーノ
- バサラ
- グロリア
- パルサー
- サニー
- ラシーン
- プリメーラ
- プリメーラカミノ
- プレセア
- ステージア（初代のみ）

## 過去の販売会社

### 北海道地区
- 日産プリンス札幌販売株式会社
- 札幌日産自動車株式会社（旧・日産サティオ札幌販売株式会社と合併）

#### かつて存在した販売会社
- 株式会社日産サティオ旭川（旧・旭川日産モーター株式会社）
- 株式会社日産サティオ札幌（旧・日産サニー札幌販売株式会社）

### 東北地区
- 株式会社日産サティオ弘前（旧・日産サニー弘前販売株式会社）
- 日産プリンス岩手販売株式会社
- 日産チェリー岩手販売株式会社
- 株式会社日産サティオ宮城（旧・日産サニー宮城販売株式会社）
- 日産プリンス宮城販売株式会社
- 株式会社日産サティオ秋田（旧・日産サニー秋田販売株式会社）
- 日産プリンス秋田販売株式会社
- 日産プリンス山形販売株式会社
- 日産プリンス福島販売株式会社

#### かつて存在した販売会社
- 日産プリンス青森販売株式会社（現・日産青森販売、2024年4月に青森日産自動車と合併）
- 株式会社日産サティオ青森（旧・日産サニー青森販売株式会社）
- 株式会社日産サティオ岩手（旧・日産サニー岩手販売株式会社）
- 株式会社日産サティオ山形（旧・日産サニー山形販売株式会社）
- 株式会社日産サティオ福島（旧・日産サニー福島販売株式会社）

### 関東地区
- 日産プリンス茨城販売株式会社
- 日産プリンス栃木販売株式会社
- 株式会社日産サティオ群馬（旧・日産サニー群馬販売株式会社）
- 日産プリンス群馬販売株式会社
- 株式会社日産サティオ埼玉（旧・日産サニー埼玉販売株式会社）
- 株式会社日産サティオ埼玉北（旧・日産サニー埼玉北販売株式会社）
- 日産プリンス埼玉販売株式会社
- 株式会社日産サティオ千葉（旧・日産サニー千葉販売株式会社）
- 日産プリンス千葉販売株式会社
- 株式会社日産サティオ湘南（旧・日産サニー湘南販売株式会社）

#### かつて存在した販売会社
- 株式会社日産サティオ茨城（旧・日産サニー茨城販売株式会社）
- 株式会社日産サティオ千葉北（旧・日産サニー千葉北販売株式会社）
- 株式会社日産サティオ東京（旧・日産サニー東京販売株式会社）
- 株式会社日産サティオ神奈川（旧・日産サニー神奈川販売株式会社）
- 株式会社日産サティオ栃木（旧・日産サニー栃木販売株式会社）
- 日産プリンス東京販売株式会社
- 日産プリンス西東京販売株式会社
- 日産プリンス神奈川販売株式会社（現・日産神奈川販売、2024年4月に神奈川日産自動車と合併）

### 中部地区
- 日産プリンス山梨販売株式会社
- 株式会社日産サティオ新潟（旧・日産サニー新潟販売株式会社）
- 日産プリンス新潟販売株式会社
- 株式会社日産サティオ新潟西（旧・日産サニー新潟西販売株式会社）
- 株式会社日産サティオ富山（旧・日産サニー・プリンス富山販売株式会社）
- 株式会社日産プリンス金沢
- 日産プリンス長野販売株式会社
- 株式会社日産サティオ松本（旧・日産サニー松本販売株式会社）
- 日産プリンス松本販売株式会社
- 日産プリンス福井販売株式会社
- 岐阜日産自動車株式会社（旧・日産プリンス岐阜販売株式会社と合併）
- 日産プリンス静岡販売株式会社
- 浜松日産自動車株式会社（旧・日産プリンス浜松販売株式会社と合併）
- 日産プリンス名古屋販売株式会社
- 日産プリンス三重販売株式会社

#### かつて存在した販売会社
- 株式会社日産サティオ山梨（旧・日産サニー甲府販売株式会社）
- 株式会社日産サティオ静岡（旧・日産サニー静岡販売株式会社）
- 日産プリンス沼津販売株式会社
- 株式会社日産サティオ岐阜（旧・日産サニー岐阜販売株式会社）
- 株式会社日産サティオ福井（旧・日産サニー福井販売株式会社）
- 株式会社日産サティオ石川（旧・日産サニー石川販売株式会社）
- 日産プリンス石川販売株式会社
- 株式会社日産サティオ三重（旧・日産サニー三重販売株式会社）

### 近畿地区
- 株式会社日産サティオ滋賀（旧・日産サニー滋賀販売株式会社）
- 日産プリンス滋賀販売株式会社
- 日産プリンス兵庫販売株式会社
- 株式会社日産サティオ奈良（旧・日産サニー奈良販売株式会社）
- 日産プリンス奈良販売株式会社
- 日産プリンス和歌山販売株式会社

#### かつて存在した販売会社
- 株式会社日産サティオ京都（旧・日産サニー京都販売株式会社）
- 日産プリンス泉州販売株式会社
- 日産プリンス大阪販売株式会社（現・日産大阪販売、2010年8月に大阪日産自動車と合併）
- 株式会社日産サティオ大阪（旧・日産サニー大阪販売株式会社）
- 株式会社日産サティオ兵庫（旧・日産サニー兵庫販売株式会社）
- 株式会社日産サティオ和歌山（旧・日産サニー和歌山販売株式会社。2000年10月に日産プリンス和歌山販売と合併）

### 中国地区
- 日産プリンス鳥取販売株式会社…山陰酸素工業系列
- 株式会社日産サティオ島根（旧・日産サニー・プリンス島根販売株式会社）…山陰酸素工業系列
- 株式会社日産サティオ岡山…三洋ホールディングスグループ（旧・日産サニー岡山販売株式会社）
- 日産プリンス広島販売株式会社
- 株式会社日産サティオ福山（旧・日産サニー福山販売株式会社）
- 日産プリンス山口販売株式会社

#### かつて存在した販売会社
- 株式会社日産プリンス岡山販売（資金繰り悪化により、2000年2月に日産サティオ岡山へ営業権を譲渡）
- 株式会社日産サティオ広島（旧・日産サニー広島販売株式会社）
- 株式会社日産サティオ山口（旧・日産サニー山口販売株式会社）

### 四国地区
- 株式会社日産サティオ徳島（旧・日産サニープリンス徳島販売株式会社）
- 日産プリンス香川販売
- 株式会社日産サティオ愛媛（旧・日産サニー愛媛販売株式会社）
- 日産プリンス愛媛販売株式会社

#### かつて存在した販売会社
- 株式会社日産サティオ香川（旧・日産サニー香川販売株式会社）

### 九州・沖縄地区
- 株式会社日産サティオ佐賀（旧・日産サニー佐賀販売株式会社）
- 日産プリンス長崎販売株式会社
- 日産プリンス熊本販売株式会社
- 日産プリンス大分販売株式会社
- 株式会社日産サティオ宮崎（旧・日産サニー宮崎販売株式会社）

#### かつて存在した販売会社
- 日産プリンス福岡販売株式会社（現・日産福岡販売、2024年4月に福岡日産自動車と合併）
- 株式会社日産サティオ福岡（旧・日産サニー福岡販売株式会社、2003年1月に日産プリンス福岡販売に合併）
- 株式会社日産サティオ長崎（旧・日産サニー長崎販売株式会社）
- 株式会社日産サティオ熊本（旧・日産サニー熊本販売株式会社）
- 株式会社日産サティオ大分（旧・日産サニー大分販売株式会社）
- 株式会社日産サティオ鹿児島（旧・日産サニー鹿児島販売株式会社）
- 株式会社日産サティオ沖縄（旧・日産サニー沖縄販売株式会社）
- 日産プリンス沖縄販売株式会社